# Carlos Cabezas
Carlos Eduardo Cabezas Jurado (Malaga, 14 novembre 1980) è un ex cestista spagnolo.

## Carriera
Uno dei punti fermi dell'Club Baloncesto Málaga, dove peraltro nella sua carriera ha sempre giocato, Cabezas, con il team andaluso, ha vinto un campionato spagnolo, una Coppa del Re ed una Coppa Korać.
Con la nazionale spagnola di pallacanestro ha vinto una medaglia d'oro ai campionati mondiali del 2006 e una d'argento ed una di bronzo nelle competizioni europee.
Nel luglio del 2009 ha firmato un contratto con i russi del Khimki BC.

## Palmarès
- Campionato spagnolo: 1

Málaga: 2005-06
- Copa del Rey: 1

Málaga: 2005
- Coppa Korać: 1

Málaga: 2000-01